# Blauwe annalen
De Blauwe annalen is een Tibetaans historisch geschrift uit 1476 van Gö Lotsawa dat zich vanuit een kenmerkend oecumenische (Tibetaans: rimé) invalshoek richt op het uiteenvallen van het Tibetaans boeddhisme in Tibet, in verschillende sektarische tradities.
De tibetoloog Joeri Rjorich vertaalde de Blauwe annalen met hulp van Gendün Chöpel in het Engels in 1949. Het is sindsdien een van de meest geraadpleegde bronnen over de geschiedenis van het Tibetaans boeddhisme tot de 15e eeuw. Begin 21e eeuw kwam een online-vertaling van de Blauwe annalen beschikbaar bij de Tibetan and Himalayan Library.
Een vergelijkbaar maar veel omvattender werk over een latere periode is de De Kristallen Spiegel van Filosofische Systemen (grub mtha' shel gyi me long) die Thuken Lobzang Chokyi Nyima (1737-1802) voltooide in 1802. Hoewel Thuken meer neigde in richting van de gelugtraditie, wordt zijn werk gezien als een brede historische aanvulling op de boeddhistische geschiedschrijving in Tibet. Een ander, eerder geschrift uit 1346 is de Rode annalen. Gendün Chöpel schreef verder in de eerste helft van de 20e eeuw de Witte annalen op basis van de manuscripten van Dunhuang.

## Hoofdstukken
De Blauwe annalen kennen vijftien hoofdstukken met de volgende onderwerpen:
1. Vroege Indiase geschiedenis, Indiase en Tibetaanse keizergeslachten en de vroege verspreiding van de boeddhistische leer in Tibet, 9 deelhoofdstukken
2. De latere verspreiding (Wylie: spyi dar) van de boeddhistische leer in Tibet, 9 deelhoofdstukken
3. De vroege vertalingen van de geheime mantra, 6 deelhoofdstukken
4. De nieuwe geheime mantratradities, 3 hoofdstukken
5. Atisha en de kadampa-tradities sinds hem, 11 deelhoofdstukken
6. De lotsawa Ngok Loden Sherap en filosofische tradities die hij inspireerde, 5 deelhoofdstukken
7. Exegetische tradities van verschillende tantrische systemen, 6 deelhoofdstukken
8. De Dagpo kagyü-tradities sinds Marpa, 23 deelhoofdstukken
9. De contemplatieve tradities van Godragpa Sönam Gyaltsen en Niguma, 2 deelhoofdstukken
10. De Het Rad des Tijds-tantra, geen deelhoofdstukken
11. De tradities van het Grote Zegel, 6 deelhoofdstukken
12. De vredestichtende geslachten, 8 deelhoofdstukken
13. De snijdende (gcod) tradities en de traditie van Kharakpa Dulwa, 3 deelhoofdstukken
14. De Grote Compassie-cyclus en kleinere tradities, 12 deelhoofdstukken
15. Verschillende monastieke tradities, kwesties betreffende de Blauwe annalen en de druk van de Blauwe annalen, 5 deelhoofdstukken